# Before Sunset
Before Sunset (deutsch Vor Sonnenuntergang) ist ein US-amerikanischer Spielfilm aus dem Jahr 2004. Er ist die Fortsetzung von Before Sunrise (1995), wurde mit Before Midnight (2013) fortgesetzt und wurde wie diese von dem Regisseur Richard Linklater mit Julie Delpy und Ethan Hawke in den Hauptrollen realisiert.

## Handlung
Neun Jahre nach der außergewöhnlichen Begegnung von Jesse und Celine in Wien treffen sich die beiden erneut, diesmal in Paris. Jesse ist als Schriftsteller auf einer Lesereise durch Europa. Die beiden hatten damals bereits am Morgen nach der Nacht in Wien ein Treffen in sechs Monaten vereinbart. Dieses kam allerdings nicht zustande, weil Celine wegen des Todes ihrer Großmutter nicht kommen konnte. Jesse war in Wien, aber da sie weder Adressen noch sonstige Kontaktmöglichkeiten ausgetauscht hatten, sahen die beiden sich nicht wieder.
Jesse hatte inzwischen mit einem Roman, der ihre nächtliche Romanze schildert, großen Erfolg als Schriftsteller und ist verheiratet. Celine ist irritiert, aber durchaus auch geschmeichelt, sich plötzlich als Hauptfigur eines Romans wiederzufinden. Beruflich engagiert sie sich als Umweltaktivistin und lebt ebenfalls in einer Partnerschaft. Sie finden ziemlich schnell, als hätte es all die Jahre zwischen ihrer letzten Begegnung nicht gegeben, zu ihrer alten Vertrautheit zurück.
Zunächst scheint es so, als hätten beide ihr Leben völlig im Griff, doch nach und nach stellt sich heraus, dass weder Jesse noch Celine die gemeinsame Nacht vergessen konnten und beide in ihrem jetzigen Leben unglücklich sind. Ihnen wird klar, dass sie für einander bestimmt sind, und auf der Fahrt zu Celines Wohnung gestehen sie sich ihre Liebe.
Auch diesmal muss Jesse ein Flugzeug erreichen, doch er schiebt seinen Aufbruch immer wieder hinaus. Die letzte Szene in Celines Wohnung endet mit den Worten: „Baby, du verpasst deinen Flieger.“ – „Ich weiß.“

## Hintergrund
Die Ankündigung einer Fortsetzung von Before Sunrise sorgte für Aufsehen und teilweise auch Skepsis unter Filmkennern, da Richard Linklater bis zu diesem Zeitpunkt nie eine Fortsetzung gedreht hatte und diese in der Szene des Independentfilms auch eher selten waren. Im Vergleich zum Originalfilm, der innerhalb von 24 Stunden spielt, ist Before Sunset in Echtzeit gedreht, was einen stärkeren Naturalismus erzeugen sollte. Zudem nimmt die nonverbale Kommunikation eine größere Rolle als im Vorgängerfilm ein, was sich etwa zeigt, wenn Jesse im Park spontan nach der Hand von Celine fasst.
Der Film kostete ungefähr 2,7 Millionen US-Dollar und wurde am 10. Februar 2004 auf der Berlinale uraufgeführt. Gedreht wurde in Paris, die Drehdauer war mit 15 Tagen dabei für einen Spielfilm außergewöhnlich kurz.
Nach seinem Start in Deutschland, Österreich und der deutschsprachigen Schweiz am 17. bzw. 18. Juni 2004 kam der Film am 2. Juli 2004 in die US-amerikanischen Kinos, wo er 5,82 Millionen US-Dollar einspielte. 10,17 Millionen US-Dollar betrug das Einspielergebnis außerhalb der USA.
Die Eltern von Julie Delpy haben gegen Ende Kurzauftritte als Nachbarn von Celine im Film. 2013 folgte die zweite Fortsetzung des Trios Linklater, Hawke und Delpy mit dem Film Before Midnight.

## Kritiken
Wie bereits bei dem Vorgängerfilm wurde Before Sunrise mit positiven Kritiken bedacht und gelobt wurde insbesondere, dass der Film ähnlich warm und charmant wie sein Vorgänger sei, dabei aber seine Themen vertieft und die Beziehungen der beiden Hauptfiguren noch mehrdimensionaler gestaltet habe.
David Denby äußerte im New Yorker, dass nach Before Sunrise und Before Sunset eine weitere Fortsetzung zu wünschen sei.
In der Frankfurter Allgemeinen Zeitung vom 10. Februar 2004 schrieb Michael Althen, Before Sunset sei ein kleiner Film über große Fragen. Es gehe darum, was von der Liebe bleibe und wie das Leben so spiele. Es sei ein Film, dessen Zauber so leicht sei wie ein Spätsommertag in Paris, wenn nicht sogar noch leichter.
Das Lexikon des internationalen Films schrieb, der Film sei ein „dialogreicher, dabei angenehm entspannter und mit schlafwandlerischer Sicherheit gespielter Film“. Epd Film meinte, Linklater könne mit Leichtigkeit an den Zauber von Before Sunrise anknüpfen, könne ihn sogar noch vertiefen. Before Sunset sei ein Film wie ein zauberhaftes Chanson.

## Auszeichnungen
Before Sunset wurde für mehrere Preise nominiert, darunter 2005 für den Oscar in der Kategorie Bestes adaptiertes Drehbuch und den Goldenen Bären der Berlinale 2004. Ebenso nominiert war der Film bei den Gotham Awards in der Kategorie Bester Film, bei den Online Film Critics Society Awards als Bester Film und für das Beste adaptierte Drehbuch sowie bei den Independent Spirit Awards in der Kategorie Bestes Drehbuch.
Julie Delpy erhielt bei den Empire Awards eine Auszeichnung als Beste Darstellerin und war für den Online Film Critics Society Award nominiert, musste sich aber Kate Winslet geschlagen geben, die für Vergiss mein nicht! ausgezeichnet wurde.
2016 belegte Before Sunset bei einer Umfrage der BBC zu den 100 bedeutendsten Filmen des 21. Jahrhunderts den 73. Platz.
Die Deutsche Film- und Medienbewertung FBW in Wiesbaden verlieh dem Film – wie bereits Before Sunrise – das Prädikat „besonders wertvoll“.